# Европско првенство у атлетици у дворани 1976 — 60 метара за жене
Такмичење у трчању на 60 метара у женској конкуренцији  на 7. Европском првенству у дворани 1976. одржано је 21. фебруара у  у Атлетском делу олимпијске хале у Минхену (Западна Немачка).
Титулу европске првакиње освојену на Европском првенству у дворани 1975. у Катовицама  није бранила Андреа Линч из Уједињеног Краљевства.

## Земље учеснице
Учествовала је 13 атлетичарки из 9 земаља.
| 1. Аустрија (2) 2. Белгија (1) 3. Западна Немачка (2) 4. Пољска (2) 5. Совјетски Савез (2) | 1. Уједињено Краљевство (1) 2. Финска (1) 3. Француска (1) 4. Шведска (1) |

## Рекорди
| Рекорди пре почетка Европског првенства у дворани 1976.     | Рекорди пре почетка Европског првенства у дворани 1976. | Рекорди пре почетка Европског првенства у дворани 1976. | Рекорди пре почетка Европског првенства у дворани 1976. | Рекорди пре почетка Европског првенства у дворани 1976. | Рекорди пре почетка Европског првенства у дворани 1976. |
| ----------------------------------------------------------- | ------------------------------------------------------- | ------------------------------------------------------- | ------------------------------------------------------- | ------------------------------------------------------- | ------------------------------------------------------- |
| Светски рекорд                                              | Ренате Штехер                                           | Источна Немачка                                         | 7,16                                                    | Гетеборг, Шведска                                       | 10. март 1974.                                          |
| Европски рекорд                                             | Ренате Штехер                                           | Источна Немачка                                         | 7,16                                                    | Гетеборг, Шведска                                       | 10. март 1974.                                          |
| Рекорди европских првенстава                                | Ренате Штехер                                           | Источна Немачка                                         | 7,16                                                    | Гетеборг, Шведска                                       | 10. март 1974.                                          |
| Најбољи светски резултат сезоне у дворани                   | Сибиле Пфенинг                                          | Источна Немачка                                         | 7,24                                                    | Берлин Западна Немачка                                  | 11. фебруар 1976.                                       |
| Најбољи европски резултат сезоне у дворани                  | Сибиле Пфенинг                                          | Источна Немачка                                         | 7,24                                                    | Берлин Западна Немачка                                  | 11. фебруар 1976.                                       |
| Рекорди после завршеног Европског првенства у дворани 1976. |                                                         |                                                         |                                                         |                                                         |                                                         |
| Најбољи светски резултат сезоне у дворани                   | Линда Хаглунд                                           | Шведска                                                 | 17,20                                                   | Минхен Западна Немачка                                  | 12. фебруар 1976.                                       |
| Најбољи европски резултат сезоне у дворани                  | Линда Хаглунд                                           | Шведска                                                 | 17,20                                                   | Минхен Западна Немачка                                  | 12. фебруар 1976.                                       |

## Освајачи медаља
|                       |                                   |                                |
| Линда Хаглунд Шведска | Соња Ланаман Уједињено Краљевство | Елвира Посекел Западна Немачка |

## Резултати
У овој дисциплини такмичило се у три нивоа:квалификације, полуфинале и финале. Све је одржано 22. фебруара.

### Квалификације
У квалификацијама је учествовало 13 спринтерки, подељене у 3 групе. За полуфинале пласирало се 12. најбржих КВ.
| Место | Група | Атлетичарка          | Земља                | ЛР   | ЛРС  | Резул. | Бел.    |
| ----- | ----- | -------------------- | -------------------- | ---- | ---- | ------ | ------- |
| 1.    | 2     | Линда Хаглунд        | Шведска              | 7,33 |      | 7,29   | КВ, НРд |
| 2.    | 1     | Елвира Посекел       | Западна Немачка      | 7,33 | 7,33 | 7,30   | КВ, ЛРд |
| 3.    | 3     | Инге Хелтен          | Западна Немачка      | 7,32 | 7,32 | 7,32   | КВ, ЛРд |
| 4.    | 3     | Соња Ланаман         | Уједињено Краљевство | 7,27 |      | 7,33   | КВ, ЛРд |
| 5.    | 2     | Силвијан Телије      | Француска            | 7,27 |      | 7,36   | КВ      |
| 6.    | 3     | Вера Анисимова       | Совјетски Савез      |      |      | 7,37   | КВ, ЛРд |
| 7.    | 1     | Малгоржата Богуцка   | Пољска               | 7,49 |      | 7,41   | КВ, ЛРд |
| 8.    | 1     | Мона−Лиза Пурсиајнен | Финска               | 7,22 |      | 7,43   | КВ      |
| 9.    | 2     | Хелена Фисник        | Пољска               |      |      | 7,46   | КВ      |
| 10.   | 1     | Бригите Хест         | Аустрија             |      |      | 7,49   | КВ      |
| 11.   | 2     | Габи Харетер         | Аустрија             |      |      | 7,49   | КВ,     |
| 12.   | 3     | Људмила Маслакова    | Совјетски Савез      | 7,34 |      | 7,50   | КВ      |
| 13.   | 1     | Леа Алеарт           | Белгија              | 7,40 |      | 7,52   |         |

Подебљани лични рекорди су и национални рекорди земље коју такмичар представља

### Полуфинале
| Место | Група | Атлетичарка          | Земља                | Време | Белешка |
| ----- | ----- | -------------------- | -------------------- | ----- | ------- |
| 1.    | 1     | Линда Хаглунд        | Шведска              | 7,20  | КВ, НРд |
| 2.    | 1     | Инге Хелтен          | Западна Немачка      | 7,27  | КВ, ЛРд |
| 3.    | 1     | Вера Анисимова       | Совјетски Савез      | 7,30  | КВ, ЛР  |
| 4.    | 2     | Елвира Посекел       | Западна Немачка      | 7,30  | КВ, =ЛР |
| 5.    | 2     | Силвијан Телије      | Француска            | 7,35  | КВ      |
| 6.    | 1     | Мона−Лиза Пурсиајнен | Финска               | 7,36  |         |
| 7.    | 2     | Соња Ланаман         | Уједињено Краљевство | 7,38  | КВ      |
| 8     | 1.    | Малгоржата Богуцка   | Пољска               | 7,39  |         |
| 9     | 2     | Хелена Фисник        | Пољска               | 7,45  |         |
| 10.   | 2     | Габи Харетер         | Аустрија             | 7,46  | НРд     |
| 11    | 2     | Људмила Маслакова    | Совјетски Савез      | 7,47  |         |
| 12.   | 1     | Бригите Хест         | Аустрија             | 7,53  |         |

### Финале
| Место | Атлетичарка     | Земља                | Време | Белешка |
| ----- | --------------- | -------------------- | ----- | ------- |
|       | Линда Хаглунд   | Шведска              | 7,24  |         |
|       | Соња Ланаман    | Уједињено Краљевство | 7,25  | ЛРд     |
|       | Елвира Посекел  | Западна Немачка      | 7,28  | ЛРд     |
| 4.    | Инге Хелтен     | Западна Немачка      | 7,29  |         |
| 5.    | Силвијан Телије | Француска            | 7,30  |         |
| 6.    | Вера Анисимова  | Совјетски Савез      | 7,32  |         |

## Укупни биланс медаља у трци на 60 метара за жене после 7. Европског првенства у дворани 1970—1976.
|    | Земља                |   |   |   |    |
| -- | -------------------- | - | - | - | -- |
| 1. | Источна Немачка      | 4 | 2 | 0 | 6  |
| 2. | Уједињено Краљевство | 1 | 2 | 0 | 3  |
| 3. | Западна Немачка      | 1 | 1 | 2 | 4  |
| 4. | Шведска              | 1 | 0 | 0 | 1  |
| 5. | Француска            | 0 | 2 | 2 | 4  |
| 6. | Пољска               | 0 | 0 | 2 | 2  |
| 7. | Холандија            | 0 | 0 | 1 | 1  |
|    | Укупно {7}           | 7 | 7 | 7 | 21 |

|    | Атлетичар        | Земља                |    |    |    |    |
| -- | ---------------- | -------------------- | -- | -- | -- | -- |
| 1. | Ренате Мајснер*  | Источна Немачка      | 4* | 0  | 0  | 4  |
| 2. | Анергет Рихтер*  | Западна Немачка      | 1  | 1* | 1  | 3  |
| 3. | Андреа Линч      | Уједињено Краљевство | 1  | 1  | 0  | 2  |
| 4. | Силвијан Телије* | Француска            | 0  | 2  | 2* | 4* |
| 5. | Ирена Шевињска   | Пољска               | 0  | 0  | 2  | 2  |